# 罗伯特·加涅
羅伯特·邁爾斯·加涅，或譯作蓋聶（Robert Miles Gagné，1916年8月21日—2002年4月28日），美国教育心理学家，以提出学习的条件著称，是教育技术学教学设计理论的主要奠基人之一。

## 生平
1916年出生于马萨诸塞州北安多佛，1933年进入耶鲁大学主修心理学，1937年毕业后又进入布朗大学，1940年取得心理学博士学位，第二次世界大战 期间在美国空军从事飞行心理学研究，1969年以后一直在佛罗里达州立大学任教。
加涅受过严格的行为主义心理学的训练，又深受認知心理學的影响，建立起一个能够解释大部分课堂学习的学习理论新体系。

## 学习结果(Learning Outcomes)分类理论
- 言语信息(Verbal Information)
- 智慧技能(Intellectual Skills)
  - 辨别(Discriminations)
  - 具体概念(Concrete Concepts)
  - 定义性概念(Defined Concepts)
  - 规则(Rules)
  - 高级规则
- 认知策略(Cognitive Strategies)
- 动作技能(Motor Skills)
- 态度(Attitudes)

## 「教学过程九阶段」模型
這是加涅另一项重要的贡献。
- 引起注意（Gain attention）
- 告知目标（Inform learner of objectives）
- 提示回忆原有知识(Stimulate recall of prior learning)
- 呈现教材(Present stimulus material)
- 提供学习指导(Provide learner guidance)
- 引出作业(Elicit performance)
- 提供反馈(Provide feedback)
- 评估作业(Assess performance)
- 促进保持与迁移(Enhance retention transfer)

## 教学设计原理
根据不同的学习结果类型，分析各类学习的必要条件和支持性条件，进而清楚地阐明各类学习与教学方法之间的联系。

## 著作
- 学习的条件(Conditions of Learning).
- 教学设计原理（Principles of Instructional Design）